# Rajella eisenhardti
Rajella eisenhardti is een vissensoort uit de familie van de Rajidae. De wetenschappelijke naam van de soort is voor het eerst geldig gepubliceerd in 1999 door Long & McCosker.